# La Consuza
La Consuza är en ö i Mexiko. Ön är belägen i floden Rio Coatzacoalcos i delstaten Veracruz, i den sydöstra delen av landet.